# Johannes Schöner

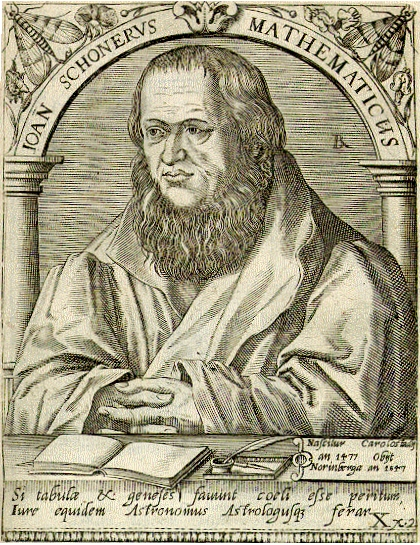
'Joan Schonerus Mathematicus'

Johannes Schöner (16 de janeiro de 1477, em Karlstadt am Main - 16 de janeiro de 1547, na Cidade Imperial Livre de Nuremberg) (também conhecido como Johann Schönner, Johann Schoener, Jean Schönner, Joan Schoenerus) foi um renomado e respeitado polímata alemão. É melhor referir-se a ele usando o termo latino usual do século XVI "mathematicus", já que as áreas de estudo às quais ele devotou sua vida eram muito diferentes daquelas agora consideradas domínio do matemático. Ele era um padre, astrônomo, astrólogo, geógrafo, cosmógrafo, cartógrafo, matemático e fabricante de instrumentos científicos e editor e editor de testes científicos. Em seu próprio tempo, ele gozou de uma reputação em toda a Europa como um criador de globos e cosmógrafo inovador e influente, e como um dos astrólogos mais importantes e importantes do continente. Hoje ele é lembrado como um pioneiro influente na história da fabricação de globos e como um homem que desempenhou um papel significativo nos eventos que levaram à publicação do De revolutionibus orbium coelestium de Copérnico em Nürnberg em 1543.